# Югозападна аматьорска футболна лига
Югозападна аматьорска футболна лига е аматьорска лига, която включва отбори от Югозападна България. През сезон 2022/23 участват 22 отбора.

## Отбори, играещи през сезон 2022/23
- Балкан (Ботевград)
- Банско
- Ботев (Ихтиман)
- Вихрен (Сандански)
- Гранит (Владая)
- Костинброд
- Кюстендил
- Левски II (София)
- Левски Раковски
- Марек (Дупница)
- Надежда (Доброславци)
- Оборище (Панагюрище)
- Пирин (Гоце Делчев)
- Пирин (Разлог)
- Рилски спортист (Самоков)
- Септември (Симитли)
- Септември II (София)
- Славия II (София)
- Сливнишки герой (Сливница)
- ЦСКА (София) II
- ЦСКА 1948 III
- Чавдар (Етрополе)

## Шампиони
- 1981/82 - Пирин Гоце Делчев
- 2008/09 - Септември Симитли
- 2009/10 - Малеш Микрево
- 2010/11 - Сливнишки герой Сливница
- 2011/12 - Пирин Разлог
- 2012/13 - Марек Дупница
- 2013/14 - Пирин Благоевград
- 2014/15 - Оборище Панагюрище
- 2015/16 - ПФК ЦСКА София
- 2016/17 - Струмска слава Радомир
- 2017/18 - ЦСКА 1948
- 2018/19 - Хебър Пазарджик
- 2019/20 - Миньор Перник
- 2020/21 - Марек Дупница
- 2021/22 - Беласица Петрич
- 2022/23 - Марек Дупница
- 2023/24 - Миньор Перник